# Das Silo
Das Silo (dän.: „The Silo“) ist ein 62 Meter hohes Wohnhaus, zu dem ein ehemaliges Getreidesilo in Nordhavn, Kopenhagen, Dänemark, umgebaut wurde. Der 17-stöckige Bau wurde im Mai 2017 fertiggestellt und beherbergt 38 Wohnungen, ein Restaurant und eine Aussichtsplattform. Das Gebäude wurde vom Kopenhagener Architekturbüro Cobe entworfen, das 2008 als Sieger aus einem Architekturwettbewerb hervorgegangen ist.

## Hintergrund
Das Silo ist Teil der Umnutzung und Entwicklung des Kopenhagener Nordhavn (Nordhafen) von einem Industriegebiet in ein neues urbanes Stadtquartier im Stadtbezirk Østerbro. Aufgrund der Umnutzung musste die Betonfassade des ehemaligen Getreidesilos mit Lichtöffnungen versehen, aufgewertet und neu verkleidet werden, wobei das Innere des Silos so weit wie möglich erhalten blieb. Die eingebauten Wohnungen sind zwischen 106 m² und 401 m² groß, haben eine Bodenhöhe von bis zu 7 Metern und verfügen über raumhohe Fenster und Balkone. Aus Wärmeschutzgründen erhielt das Gebäude eine wärmegedämmte Stahlfassade als zweite Haut.
Das Silo wurde für den Preis der Europäischen Union für zeitgenössische Architektur 2019 nominiert und hat zahlreiche Architektur- und Designpreise gewonnen, darunter den Council on Tall Buildings and Urban Habitat 2018 Best Tall Building Europe, die Civic Trust Awards, und die Azure AZ Awards 2018 für die Gestaltung des mehrstöckigen Wohngebäudes.